# 何家洞镇
何家洞乡，是中华人民共和国湖南省永州市双牌县下辖的一个乡镇级行政单位。

## 行政区划
何家洞乡下辖以下地区：
大宅村、二井江村、滑石板村、朝阳庵村、蔡花坪村、刘家坪村、粗石江村、奉家村、大竹江村、水银江村、水坪里村、何家洞村、蒋家洞村、小斗里村、坪里口村、蔡里口村、倪家洞村、永山庙村、付家湾村、石榴江村、槐树脚村和老屋张家村。